# 엘 파이스

로고

엘 파이스(스페인어: El País)는 스페인의 신문으로, 마드리드에 있는 미디어 그룹 PRISA에 속한다.